# 中小型風力發電機
中小型風力發電機是指單機容量在600瓩以下的風力發電機，與大型風力發電機有相似的結構。中型風力發電機單機容量為100—600瓩，小型風力發電機單機容量為100瓩以下。與大型風力發電機不同的地方在於，大型風力發電機多採集中發電，由中央電網分配電力；中小型風力發電機則多用於自給自足。

## 介紹
中小型風力發電機通常安裝在離地表較近的地方，平均風速比較低。因此，為了要讓風力發電機能常常啟動運轉，就要降低啟動風力發電機的所需最小風速。一旦突破了靜摩擦力，之後便能藉由較小的風力繼續發電。

### 利用外在電能
在風力發電機上加設太陽能板，利用太陽能轉換成動能，減少推動葉片所需風能。也有直接利用市電驅動葉片的風力發電機。

### 加大受風面積
設計具有較大葉輪與六個葉片，採用內轉子式的風力發電機。運用轉子在定子內部旋轉的構造設計，可以降低風機的慣量，減少驅動葉片所需的風能。採取多葉片與大於葉片直徑二分之一的超大葉輪結構的目的就是為了要增加取風面積，不過也會因此增加風機葉片的重量與運轉慣量。

### 線圈與磁極各自反向旋轉
線圈與磁極都各自反向運動的發電機結構，有別於傳統發電機採取轉子與定子結構。此發電機的優點是，透過線圈與磁極的相對運轉，可以大幅降低風機啟動所需外部環境風能。缺點則是在大風力的環境下，比較容易因為運轉過快，造成發電機燒毀的情況，較難利用大風能，導致整體發電效率減低。